# Nikolai Krivțov
Nikolai Krivțov (în rusă Николай Иванович Кривцов, Nikolai Ivanovici Krivțov; n. 3 septembrie 1945, regiunea Oriol, Rusia – d. 25 noiembrie 2011) a fost un profesor rus, doctor habilitat în științe agricole. 
Membru al Academiei Rusă de Științe Agricole.
Laureat al Premiului de Stat al Rusiei (2000).
Din 1988 este director la Institutului de Cercetări Științifice de Apicultura.
În 2011 primește și titlul de om de știință emerit.